# Contra (Rapper)
Contra (* 23. Oktober 1989; bürgerlich Çağdaş Terzi) ist ein türkischer Rapper.

## Leben und Karriere
Terzi wurde am 23. Oktober 1989 in Istanbul geboren. 2002 begann er sich für Rap-Musik zu interessiere und 2004 schrieb er Texte. 2006 nahm Contra seinen ersten Song auf und veröffentlichte ihn im selben Jahr. Sein erstes Album veröffentlichte er unter dem Pseudonym Akrep Contra. Einige der Alben, die er 2008 veröffentlichte, erregten Aufmerksamkeit. Er arbeitete mit Persönlichkeiten wie Sensei, Sercash, Orking, Zahriyan, İtaat, Sencer Gordo, Tenko Stabilize und Q4. Zahriyan fand ihn nach eigenen Worten im Müll, stellte ihn Bex (Mehmet Çiçekoğlu) vor und fing später an, für Assassin.de zu arbeiten. Nachdem sie sich getroffen hatten, machten sie viele Lieder und machten sogar ein Album mit dem Titel „Personal External Entry“. Sein erstes Musikvideo drehte er zum Song „Flowların Çok Zengin“, den er 2011 mit Itaat drehte. Mit dem Song „Ölü“, den er 2012 für das Album „İnanılmaz“ gemacht hat, begann er, von der Masse gehört zu werden und hatte 35 Millionen Streams auf YouTube. Es wurde behauptet, dass der Unterbau des Songs „Ters Yön“, den er 2017 veröffentlichte, der Infrastruktur von Aynur Aydıns Song „Bi Dakika“ ähnelt, und Aydın warf dem Song eine Urheberrechtsverletzung vor. Mit ihrer Single „Kibir“, die er 2018 veröffentlichte, erreichte Contra ein großes Publikum. In diesem Stück, das mehr als 84 Millionen Mal gehört wurde, ist das Lied des berühmten Professors Celal Şengör: „Menschen dazu zu bringen, ihre eigenen Exkremente zu essen, ist keine Folter.“ Er bezog sich auf die Rhetorik und sagte in einem Interview, er habe seine eigenen Exkremente geschmeckt. Im selben Jahr nahm er am zweiten Song von Massakas Projekt „Katliam“ teil und veröffentlichte mit Anıl Piyancı ein Album namens „Yerden Yüksek“.
2019 veröffentlichte er eine Single namens „Zebani“. Er nahm Bezug auf die türkische Politik und Gesellschaft. Mit seiner Single „Kan Sahibi“, die er 2020 veröffentlichte, nahm er Bezug auf viele Namen wie Aynur Aydın, Hadise, Reynmen, Ben Fero, Killa Hakan oder Norm Ender. Er veröffentlichte „Wet Sand“ im November 2020. 2021 veröffentlichte er mit Timu322 seine Single „Gittin Gideli“. Im selben Jahr veröffentlichte er seine Single „Pusu“ mit dazugehörigem Videoclip. Er nahm an Anıl Piyancıs Album „İzmir“ mit einem Lied namens „Sushi“ teil. Im selben Jahr veröffentlichte er mit Emrah Karakuyu eine Single namens „Ücra“. Am 12. November 2021 machte er ein Lied mit der französischen Gruppe Konuya. Sie widmeten das Lied dem verstorbenen Sänger der Gruppe, Kerem Sarı. Contra, der einen Monat später seine Single namens „Bi 'Şarkı“ veröffentlichte, kündigte an, dass er 2022 mit Tanermans Geschichte aktiv sein werde. Sie erwähnten Namen wie Reckol, Karahan, Timu322, Cenko und sangen gemeinsam Lieder. Er veröffentlichte seine Single „Afaki“ am 3. Juni 2022. Jahrein, auf den er sich in dem Stück bezog, machte beleidigende Posts gegen Contra und kündigte an, zu dissen.

## Diskografie

### Studioalben
- 2006: Zaman Alevi
- 2008: Eleştiri (mit Orking)
- 2008: Clicktape (mit Sensei)
- 2008: ContraVolta
- 2009: Understar
- 2010: Personel Harici Giremez (mit İtaat)
- 2011: Siyah
- 2011: İnanılmaza Doğru
- 2012: İnanılmaz
- 2015: Hitz En Şitz
- 2018: Yerden Yüksek (mit Anıl Piyancı)

### Singles
| - 2011: Flowlarım Çok Zengin - 2012: Hakiki Çizgili CD (feat. Orking) - 2012: Ölü - 2012: Gerisi Yalan - 2012: Tanımsız - 2012: Zamanda Yolculuk - 2012: Outro - 2013: İsimsiz (feat. Gangmist) - 2013: Negatif (feat. Mysterio & Diplomat) - 2013: Başlangıcın Sonu - 2013: Flowlarım Çok Zengin 2 - 2013: 16 Bar - 2013: Ötesi - 2014: Uçuş - 2014: Telkin - 2014: Yatıştırıcı - 2015: Ateş - 2015: Çivi - 2015: Vesvese (feat. Kodes) - 2015: Zyon - 2015: Tehlikeli - 2015: Efsane - 2016: Böyle (feat. Mister Geng & Orking) - 2016: Mahkum - 2017: Ters Yön - 2018: Kibir | - 2018: Tavşan (feat. Anıl Piyancı) - 2018: Katliam 2 (mit Massaka und weiteren) - 2019: Zebani - 2019: Hayırlara Ola - 2019: Bir Yana - 2020: Kan Sahibi - 2020: Kıvılcım - 2020: Boş (feat. Anıl Piyancı & Maho G) - 2020: Ruh (feat. Kamufle & Mali Green) - 2020: Fight Kulüp 2 (mit Killa Hakan, Ceza, Massaka, Anıl Piyancı, Summer Cem, Khontkar) - 2020: Islak Kum - 2021: Gittin Gideli (feat. Timu322) - 2021: Pusu - 2021: Sushi (feat. Anıl Piyancı) - 2021: Ücra (feat. Emrah Karakuyu) - 2021: Duvar (feat. Timu322 & Cenko) - 2021: Buz Sarkıtı (feat. Konuya Fransız) - 2021: Bi' Şarkı (feat. Tanerman) - 2022: Afaki - 2022: Dilenci Yrraa - 2022: Benden Bil - 2022: Karanlıklarda (feat. Tanerman & Reckol) - 2023: Istasyon - 2023: Yankı (mit Konuya Fransız) - 2023: Kurbağa (mit Konuya Fransız) - 2024: Tiryaki |